# Doliogethes pusio
Doliogethes pusio är en tvåvingeart som först beskrevs av Christian Rudolph Wilhelm Wiedemann 1821.  Doliogethes pusio ingår i släktet Doliogethes och familjen svävflugor. Inga underarter finns listade i Catalogue of Life.